# Милан Миланов (офицер)
 Тази статия е за офицера.  За лекаря и политика вижте Милан Миланов.  
Милан Стоянов Миланов е български офицер, бригаден адмирал (понастоящем комодор, което отговаря на бригаден генерал).

## Биография
Роден е на 20 септември 1946 г. в Михайловград. Завършва Висшето военноморско училище във Варна през 1970 г. със специалност „Корабоводене“. Службата му започва като командир на бойна част в десета бригада ракетни и торпедни катери в Созопол. Впоследствие е помощник-командир и командир на торпеден катер и на звено катери. През 1980 г. завършва Военноморската академия в Санкт Петербург. След това е бил началник-щаб и командир на дивизион ракетни катери и заместник началник-щаб на десета бригада леки сили. През 1997 г. завършва генерал-щабния факултет на Военната академия в София. Служил е в Инспектората на Министерството на отбраната и в Генералния щаб на българската армия. В периода 15 декември 1993 г. – 19 август 1996 г. е съветник по Военноморските сили във военния кабинет на президента Жельо Желев, заместник-началник на Оперативното управление в Генералния щаб и началник на Оперативно управление в Главния щаб на ВМС. На 31 юли 1997 г. е освободен от длъжността заместник-началник на Гл. щаб на Военноморските сили по подготовка на силите, считано от 1 септември 1997 г. На 1 септември 1997 г. е назначен за заместник-началник на Оперативното управление на ГЩ на БА. На 3 май 1999 г. е освободен от длъжността заместник-началник на Оперативното управление в Генералния щаб и назначен за началник на Оперативното управление в Главния щаб на Военноморските сили. На юли 2000 г. е освободен от длъжността началник на „Оперативно управление“ в Главния щаб на Военноморските сили, назначен за заместник-началник на Главния щаб на Военноморските сили по операциите и удостоен с висше военно звание бригаден адмирал. На 6 юни 2002 г. е освободен от длъжността заместник-началник на Главния щаб на Военноморските сили по операциите. От 2002 г. е началник на отдел в Министерството на отбраната.
Снет на 20 септември 2009 г. от запаса поради навършване на пределна възраст за генерали 63 г.
Умира на 3 юли 2015 г.
През 2007 г. Комисията по досиетата установява, че Милан Миланов е вербуван като резидент с псевдоним „Валтер“ от Трето управление (Военно контраразузнаване) на Държавна сигурност през 1974 г. и свален от отчет през 1981 г. поради изчерпани възможности.